# Hans Abrahamsson (skulptör)
Hans Viktor Abrahamsson, född 1 juli 1903 i Adolf Fredriks församling, Stockholm, död 1992, var en svensk skulptör.
Han var son till finmekanikern Frithiof Abrahamsson och Hilma Boström och från 1936 gift med Elly Uhlig. Abrahamsson började måla 1935 och företog i studiesyfte en resa till Nederländerna och Belgien 1936. Som målare är han huvudsakligen autodidakt. Han studerade skulptur vid Lena Börjesons skulpturskola i Stockholm 1943 samt under studieresor till ett flertal länder i Europa. Han debuterade med en utställning i Linköping 1945 och har förutom i Sverige ställt ut separat i Danmark, England, Tyskland och USA. Hans konst består av reliefmosaiker, blomsterstilleben och landskapsmotiv från den lappländska fjällvärlden och Schweiz i akvarell.